# Caligossexualidade
Caligossexualidade é uma identidade do espectro assexual, definida como sentir atração sexual muito fraca ou vaga, quase inexistente, podendo ser comparada metaforicamente com um vapor/neblina/névoa. A caligorromanticidade tem a mesma definição, porém é voltada a atração romântica e não sexual.
Algumas pessoas descrevem isso como "Estou basicamente entre o assexual cinza e o assexual estrito porque minha atração é tão fraca que nem me considero parte da comunidade gray". Entretanto, outros indivíduos utilizam este termo apenas para serem mais precisos ao intensificarem sua orientação sexual/romântica. E se sentem pertencentes a comunidade da assexualidade cinza.